# Pierluigi Cappello
Pierluigi Cappello (Gemona del Friuli, 8 agosto 1967 – Cassacco, 1º ottobre 2017) è stato un poeta italiano. Ha scritto numerose opere in lingua italiana e in lingua friulana, rientrando nell'omonima letteratura. Ha vinto il Premio Viareggio-Rèpaci 2010 per la poesia con la raccolta poetica Mandate a dire all'imperatore, Crocetti Editore. 

## Biografia
Nato a Gemona del Friuli nel 1967, ma originario di Chiusaforte, dove trascorse l'infanzia, Pierluigi Cappello e la sua famiglia furono vittime del terremoto di magnitudo 6.5 che colpì il Friuli il 6 maggio 1976. All'età di sedici anni subì un tragico incidente in moto, che lo lasciò permanentemente confinato su una sedia a rotelle. Qualche tempo dopo la famiglia si trasferì nella cittadina di Tricesimo (Udine). Per una maggiore autonomia di vita, Cappello poi si trasferì in una casa prefabbricata di proprietà del Comune, tra quelle fornite dall'Austria nel post-terremoto; lì Cappello visse per la maggior parte della sua vita. Negli ultimi anni si trasferì a Cassacco (Udine) in una casa vera adatta alle sue necessità.
Dopo aver compiuto gli studi superiori a Udine presso la Sezione di Aeronautica dell'Istituto Tecnico Industriale Arturo Malignani, frequentò la facoltà di Lettere presso l'Università di Trieste, senza tuttavia concludere il corso di studi. Nel 1999, assieme a Ivan Crico, fondò e diresse per diverso tempo La barca di Babele, una collana di poesie edita dal Circolo Culturale di Meduno, che accoglieva autori noti dell'area friulana, veneta e triestina.  Visse per molti anni a Tricesimo (Udine) e successivamente  a Cassacco, dove scriveva e dove lo si vedeva impegnato in un'intensa attività artistica e di diffusione della cultura anche nelle scuole e all'università. Varie e significative furono le iniziative culturali promosse in Friuli anche grazie a questo poeta, legate principalmente  alla poesia e al teatro.
Nel 2006 incluse la quasi totalità delle proprie poesie in Assetto di volo, a cura di Anna De Simone, con introduzione di Giovanni Tesio, Crocetti Editore, Milano. Per questo libro vinse il Premio Nazionale Letterario Pisa; il Premio Bagutta 2007 sezione Opera Prima, il Superpremio San Pellegrino 2007, il Premio Speciale della Giuria "Lagoverde 2010".
Nel 2010 pubblicò una nuova silloge poetica, Mandate a dire all'imperatore, con postfazione di Eraldo Affinati, per i tipi di Crocetti Editore, Milano 2010.
Sue poesie sono apparse sulle seguenti riviste e antologie: «Caffè Michelangiolo», «clanDestino», «Diverse Lingue», «La Battana»,«Poesia», «Tratti»; «Il pensiero dominante», a cura di F. Loi e D. Rondoni, Garzanti, Milano 2000; Fiorita periferia. Itinerari nella nuova poesia in friulano, a cura di G. Vit e G. Zoppelli Campanotto Editore, Udine 2002; Tanche giaiutis (Come averle). La poesia friulana da Pasolini ai nostri giorni, a cura e con un saggio introduttivo di A. Giacomini, Associazione Colonos, Lestizza (Ud) 2003; La stella polare. Poeti italiani dei tempi “ultimi”, a cura di Davide Brullo, Città Nuova Editrice, Roma 2008. “Mandate a dire all'imperatore”, in “Poesia”, Anno XXII, marzo 2009, N. 236, pp. 17–22.
Pubblicò, riunite in volume, anche prose liriche comparse precedentemente su riviste, libri, monografie di poeti, col titolo «Il dio del mare», Lineadaria Editore, Biella 2008. Sulla sua poesia hanno scritto, tra gli altri, Giovanni Tesio, che è l'autore di gran parte delle prefazioni ai suoi libri, Anna De Simone, Amedeo Giacomini, Alessandro Fo, Franco Loi, Mario Turello e Gian Mario Villalta.
Nel 2014 Cappello venne nominato beneficiario della Legge Bacchelli, una garanzia di sostegno finanziario a vita da parte del governo italiano e destinato agli artisti di merito.
Cappello è mancato il 1 ottobre 2017 nella sua casa di Cassacco dopo una lunga malattia.

## La poesia per l'infanzia
All’interno della produzione poetica di Pierluigi Cappello si distingue come un unicum “Ogni goccia balla il tango”, raccolta di poesie per bambini che lo scrittore friulano ha dedicato alla nipotina Chiara nel 2014, quando lei aveva 7 anni. Si tratta, infatti, della prima e ultima opera di letteratura per l’infanzia di Cappello.
È una raccolta di 33 composizioni poetiche, popolate da piccoli animali – come lo scricciolo, il passerotto, il riccio, il pulcino, la coccinella, le formiche – immersi in una natura che muta con il passare del tempo e delle stagioni: si parte dall’autunno, con le sue giornate uggiose e piovose (le prime due poesie della raccolta, “La noia” e “La pioggia”, evocano proprio questa stagione); si passa per l’inverno, con la sua “aria diamantina” che rende “il prato tutto brina” (“Scricciolo”, la quarta poesia della raccolta); si giunge alla primavera, col ritorno delle rondini, degli escursionisti in bicicletta (“I ciclisti”), delle farfalle e delle api (“L’ape”: "A zigzag nell'aria tersa/ vola l'ape giallo scura/ mentre il sole già conversa/ con il prato in fioritura") e poi all’estate, “tempo dell’anguria” (“La lucertola”), col gracidare delle rane, l’operosità un po’ teutonica delle formiche (“Vanno sotto il solleone/ le formiche in battaglione”, sono i versi finali della poesia “Le formiche”), il canto delle cicale e dei grilli (“Nell'estate quando il sole/ fa cantare le cicale/ e sui prati e per le aiole/ scotta il caldo tropicale/ c'è un insetto tutto nero/ che riposa sotto il prato;/ è carino per davvero/ lui è il grillo spensierato”, sono i primi versi della poesia “Il grillo”), fino ad arrivare infine di nuovo all’autunno, con l’accorciarsi delle giornate, l’affievolirsi della calura (“se il sole era una torcia,/ adesso scalda meno”, si legge ne “Il riccio”, la penultima poesia della raccolta) e il ritorno delle giornate piovose (“Pioggerella” è l’ultima poesia: “E cade pian piano/ la pioggerellina,/ si porta per mano/ le brume ottobrine”).
In questo viaggio poetico che copre l’intero ciclo del tempo annuale si incontrano emozioni contrastanti: si rabbrividisce davanti allo scorpione, “signore tenebroso” che “compare sotto i tetti / quando meno te lo aspetti”, si ritrova il buonumore seguendo la rondine, “virgola nel cielo”, e si avverte tutta l’uggia della pioggia autunnale che annuncia il ritorno a scuola. Il libro può essere letto quindi come una celebrazione della natura e della sua influenza sul mondo interiore del bambino, facendo eco alle sue emozioni, ai pensieri e alle scoperte quotidiane. Le poesie diventano così un modo per dare voce alle piccole – minute, ma mai minime – esperienze di osservazione del paesaggio esteriore, restituendo la bellezza che si nasconde nei dettagli del quotidiano e risuona interiormente nell’animo.
Nella scelta del linguaggio (“Ho capito che i bambini vogliono metri precisi, rime piene, che aggancino la concretezza. Devono riconoscersi, gratificarsi nei suoni", afferma Cappello in una intervista del 2014) il poeta friulano cerca una musicalità che si adatti all’anima dei bambini, che vivono un’età della vita nella quale tutto è meraviglia nella scoperta dei rapporti e delle “assonanze” fra le cose. Questo concetto è perfettamente espresso da Cappello nella postfazione che egli ha aggiunto alla fine de “Ogni goccia balla il tango”:
Nelle righe finali della medesima postfazione, Pierluigi Cappello esplicita il significato profondo del proprio lavoro poetico. Tale significato coincide con la funzione più ampia della scrittura letteraria: riprodurre, esplorare, mettere alla prova e talvolta estremizzare gli elementi della vita e della lingua reale, mantenendo tuttavia una distanza protetta all'interno del gioco letterario e linguistico. “Ogni goccia balla il tango” è quindi un libro per bambini, ma anche un libro che, nell’essere poesia, ha in sé il respiro dell’universalità dell’animo umano: "anche un bambino capisce che la poesia non è solo un gioco con le parole, e che li dentro c'è qualcosa di più, che ha a che fare con i suoi sensi, la sua immaginazione e la sua anima. Certo, pare che le parole, in una poesia, siano manipolate, spinte, fatte saltare per aria come in un gioco, ma non devo dirti io, Chiara, tesoro, che c'è gusto quando si gioca perché ci sono tutte le fantasie, le paure, i rischi della vita. La differenza è che lì, nel gioco, sono molto più intensi, e per fortuna (o sfortuna?) si può tornare indietro”.

## Premi ed onorificenze
Numerosi i premi nazionali vinti coi suoi libri di versi e citati di seguito.
Per Il me Donzel ricevette i premi Città di San Vito 1999 e Lanciano-Mario Sansone 1999, quest'ultimo ex aequo con Bianca Dorato.
Con Dittico, che comprende poesie inedite in friulano e in italiano, vinse il Premio Montale 2004
Con Mandate a dire all'imperatore, Crocetti Editore, si aggiudica il Premio Viareggio-Rèpaci 2010 per la poesia.
Il 6 novembre 2012, al palazzo del Quirinale, riceve dalle mani del presidente della Repubblica Giorgio Napolitano il premio Vittorio De Sica 2012 per la poesia.
Il 21 giugno 2013 l'Accademia dei Lincei gli conferisce il Premio «Maria Teresa Messori Roncaglia ed Eugenio Mari» per l'opera poetica.
Nel novembre 2013 riceve il premio letterario "BRUNO CAVALLINI" per la poesia.
Il 27 settembre 2013 l'Università di Udine gli conferisce la laurea honoris causa in Scienze della formazione.
Il 5 dicembre 2013 la città di Udine gli conferisce la cittadinanza onoraria.
Il 13 dicembre 2013 riceve la cittadinanza onoraria del comune di Tarcento, dove ha creato e diretto per anni la rassegna intitolata "Lo sguardo della poesia, restare umani. Percorsi di poesia contemporanea".
Nel cuore del Festival Vicino Lontano, il 17 maggio 2014, al Teatro Giovanni da Udine, avvenne la consegna del premio letterario internazionale Terzani ex aequo a Pierluigi Cappello e a Mohsin Hamid.
Il 20 settembre 2014, a Pordenone, presentò un suo nuovo libro di filastrocche per i bambini, Ogni goccia balla il tango (Rizzoli 2014).
Il 24 novembre 2016 a Udine fu presentato da Gian Mario Villalta un nuovo libro di poesie, Stato di quiete, con prefazione di Jovanotti seguita da una sua nota introduttiva, BUR contemporanea, Rizzoli, Milano 2016.
Nel 2018 uscì il volume postumo Un prato in pendio, che include poesie e prose inedite (BUR contemporanea, Rizzoli, Milano 2018).
Nel 2024 uscì una ulteriore raccolta postuma, Come un sentiero di matita, leggermente più estesa del precedente volume (BUR contemporanea, Rizzoli, Milano 2024).

## Opere

### Poesie
- Ecce homo (Comunità montana della Carnia, Tolmezzo 1989)
- Le nebbie (Campanotto, Udine 1994)
- La misura dell'erba (I. M.Gallino, Milano 1998)
- Il me Donzel (Boetti, Mondovì 1989)
- Amôrs (Campanotto, Udine 1999)
- Dentro Gerico (La Barca di Babele, Circolo Culturale di Meduno, Pn, 2002)
- Dittico (Liboà editore in Dogliani, Cn, 2004).
- Assetto di volo (Crocetti Editore, Milano 2006)
- Mandate a dire all'imperatore (Crocetti Editore, Milano 2010)
- Azzurro elementare. Poesie 1992-2010 (BUR contemporanea, Rizzoli, Milano, luglio 2013)
- Ogni goccia balla il tango. Rime per Chiara e altri pulcini. Illustrazioni di Pia Valentinis, (Rizzoli, Milano, settembre 2014)
- Stato di quiete, Poesie 2010-2016 (BUR contemporanea, Rizzoli, Milano 2016)
- Un prato in pendio. Tutte le poesie 1992-2017  (BUR contemporanea, Rizzoli, Milano 2018)
- Come un sentiero di matita. Poesie, prose, interventi (BUR contemporanea, Rizzoli, Milano 2024).

### Prose
- Il dio del mare (Lineadaria Editore, Biella 2008).
- Questa libertà (Rizzoli, Milano, settembre 2013)
- Il dio del mare  (BUR contemporanea, Rizzoli, Milano 2015), prefazione di Antonio Prete.
- O partigiano. Antologia di testi di Pierluigi Cappello, Azzurra D'Agostino, Bruno Pignoni, Antonella Sbuelz (Circolo Culturale Menocchio, Sequals -Pordenone-, 2004)

### Traduzioni
- Vicente Aleixandre, Canción a una muchacha muerta tradotta in friulano, in Omaggio a Vicente Aleixandre, a cura di Pablo Luis Àvila, Premessa di G.L. Beccaria, edizione di P.L. Àvila, Poesia - Vol. 3, Biblioteca Mediterranea (50 poesie per 50 poeti), Mauro Baroni editore, Edizioni dell'Orso, Alessandria 2001, pp. 140–141
- Arthur Rimbaud, Ophélie, versione in friulano in Da Rimbaud a Rimbaud. Omaggio di Poeti veneti contemporanei, a cura di Marco Munaro, Edizioni Il Ponte del Sale, Rovigo 2004, pp. 16–17
- Carlos Montemayor, in un altro tempo io ero qui, sette versioni in friulano, Circolo Culturale Menocchio, Montereale Valcellina (Pn) 2006, pp. 97–111
- Rondeau. Venti variazioni d'autore, Forum, Editrice Universitaria Udinese, Udine 2011